# Vultur bengalez
Vulturul bengalez (Gyps bengalensis) este o specie de vultur răspândită în sudul și sud-estul Asiei, o rudă apropiată a vulturului sur european. Se întâlnește în regiunea din estul Pakistanului prin India, Myanmar până în Vietnam.
Începând cu anul 2000, această specie a fost inclusă pe Lista roșie a IUCN ca fiind pe cale de dispariție critică, deoarece populația a scăzut grav. În 2021, populația globală a fost estimată la mai puțin de 6.000 de indivizi maturi.

## Taxonomie
Vulturul bengalez a fost descris oficial în 1788 de naturalistul german Johann Friedrich Gmelin în ediția revizuită și extinsă a Systema Naturae a lui Carl Linnaeus. El l-a plasat alături de vulturii din genul Vultur și a inventat numele binomial Vultur bengalensis. Gmelin și-a bazat descrierea pe „vulturul din Bengal” care fusese descris și ilustrat în 1781 de ornitologul englez John Latham⁠(d) în volumul său A General Synopsis of Birds. Latham văzuse o pasăre vie la Turnul Londrei și îngrijitorul îi spusese că provine din Bengal. Vulturul bengalez este în prezent una dintre cele opt specii incluse în genul Gyps, introdus în 1809 de zoologul francez Marie Jules César Savigny. Denumirea genului provine din greaca veche gups, care înseamnă „vultur”. Specia este monotipă: nu sunt recunoscute subspecii.

## Descriere

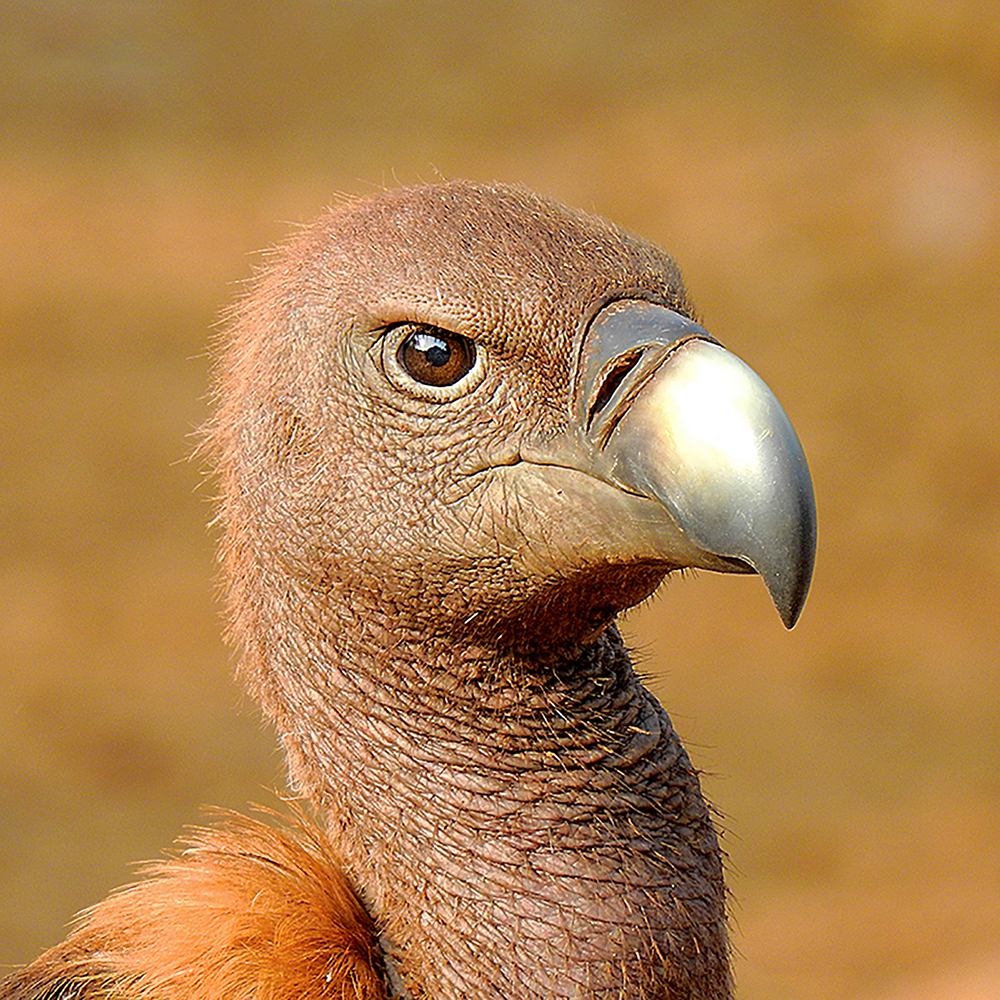
Cap de adult

Vulturul bengalez este un vultur de mărime medie, cu capul și gâtul fără pene, aripile foarte late și penele cozii scurte. Comparativ cu vulturul sur european, este mult mai mic. Spatele, partea dorsală și aripile inferioare albe contrastează cu penajul de altfel închis la culoare. Corpul este negru, iar părțile secundare sunt gri argintiu. Capul este nuanțat în roz, iar ciocul este argintiu cu baza ceroasă de culoare închisă. Juvenilii sunt în mare parte negri și au nevoie de patru sau cinci ani pentru a dobândi penajul de adult.
Este cel mai mic dintre vulturii Gyps, dar este totuși o pasăre foarte mare. Cântărește 3,5-7,5 kg, măsoară 75-93 cm în lungime, și are o anvergură a aripilor de 1,92-2,6 metri.
Acest vultur își construiește cuibul pe copaci înalți, adesea în apropierea habitatelor umane din nordul și centrul Indiei, Pakistan, Nepal, Bangladesh și sud-estul Asiei, depunând un ou. Păsările formează colonii de cuiburi. Populația este în cea mai mare parte rezidentă.

## Comportament
Vulturii bengalezi devin de obicei activi atunci când soarele de dimineață încălzește aerul, astfel încât curenții calzi sunt suficienți pentru a le susține zborul. La un moment dat, era cel mai numeros vultur din India. Ca și alți vulturi, este un necrofag, hrănindu-se mai ales cu carcase, pe care le găsește atunci când se află în zbor sau observând alți necrofagi. Atunci când găsesc o carcasă, coboară rapid și se hrănesc cu voracitate. Vulturii dominanți totuși sunt vulturii cu cap roșu (Sarcogyps calvus).
Principalul sezon de reproducere este din noiembrie până în martie, ouăle fiind depuse cel mai adesea în ianuarie. De obicei depune un singur ou, iar perioada de incubație variază între 45-52 de zile. În captivitate, vulturul bengalez poate trăi cel puțin 12 ani.

## Status
Această specie, precum și vulturul indian și vulturul cu cioc subțire au suferit o scădere de 99% a populației în India și în țările învecinate de la începutul anilor 1990. Declinul a fost atribuit pe scară largă otrăvirii cu diclofenac, care este utilizat ca medicament antiinflamator nesteroidian (AINS) de uz veterinar, lăsând urme în carcasele de bovine care, atunci când sunt hrănite, duc la insuficiență renală la vulturi. Diclofenacul s-a dovedit a fi letal în doze mici și pentru alte specii din genul Gyps.
În prezent, doar populațiile din Cambodgia și Birmania sunt considerate viabile, deși aceste populații sunt încă foarte mici (câteva sute). S-a sugerat că utilizarea meloxicamului (un alt AINS) ca substitut veterinar, mai sigur pentru vulturi, ar contribui la refacerea acestora. În mai multe țări din Asia de Sud au fost inițiate campanii de interzicere a utilizării diclofenacului în practica veterinară.

## Galerie

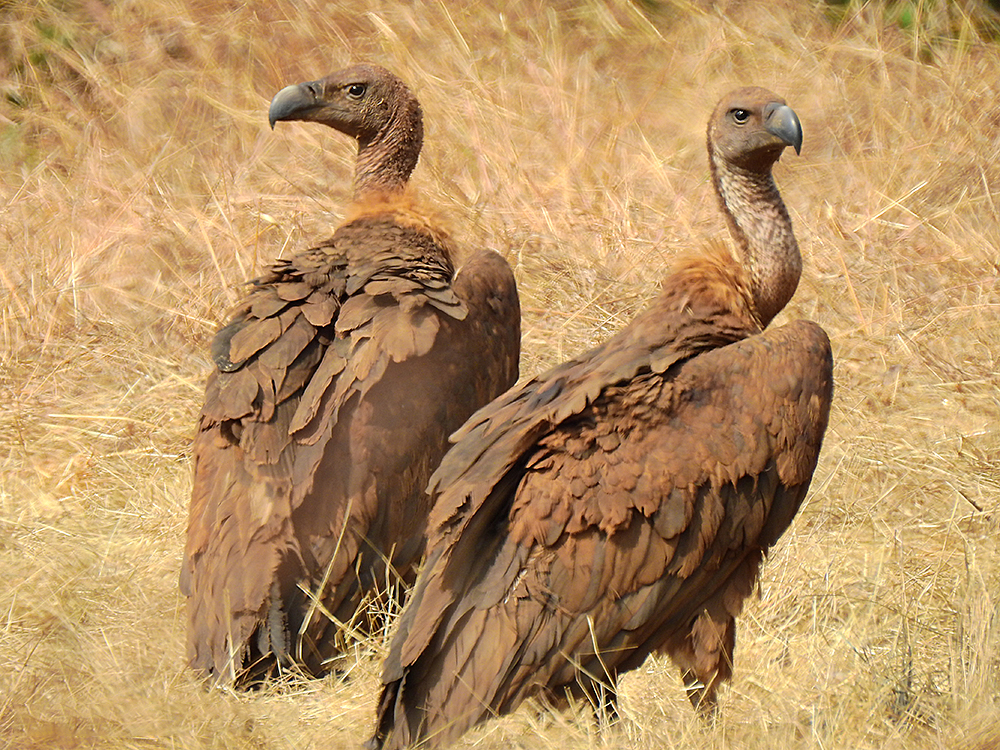
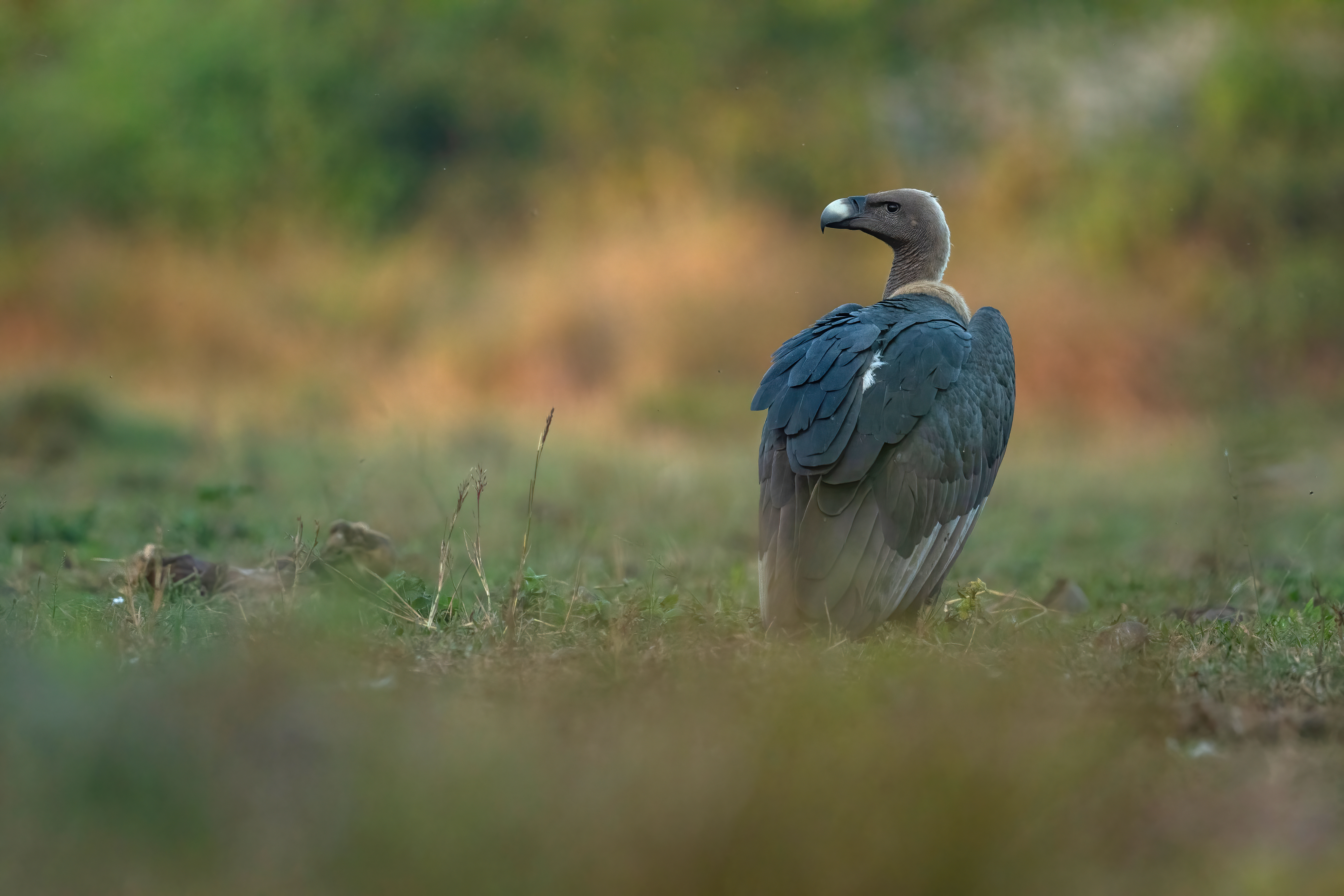
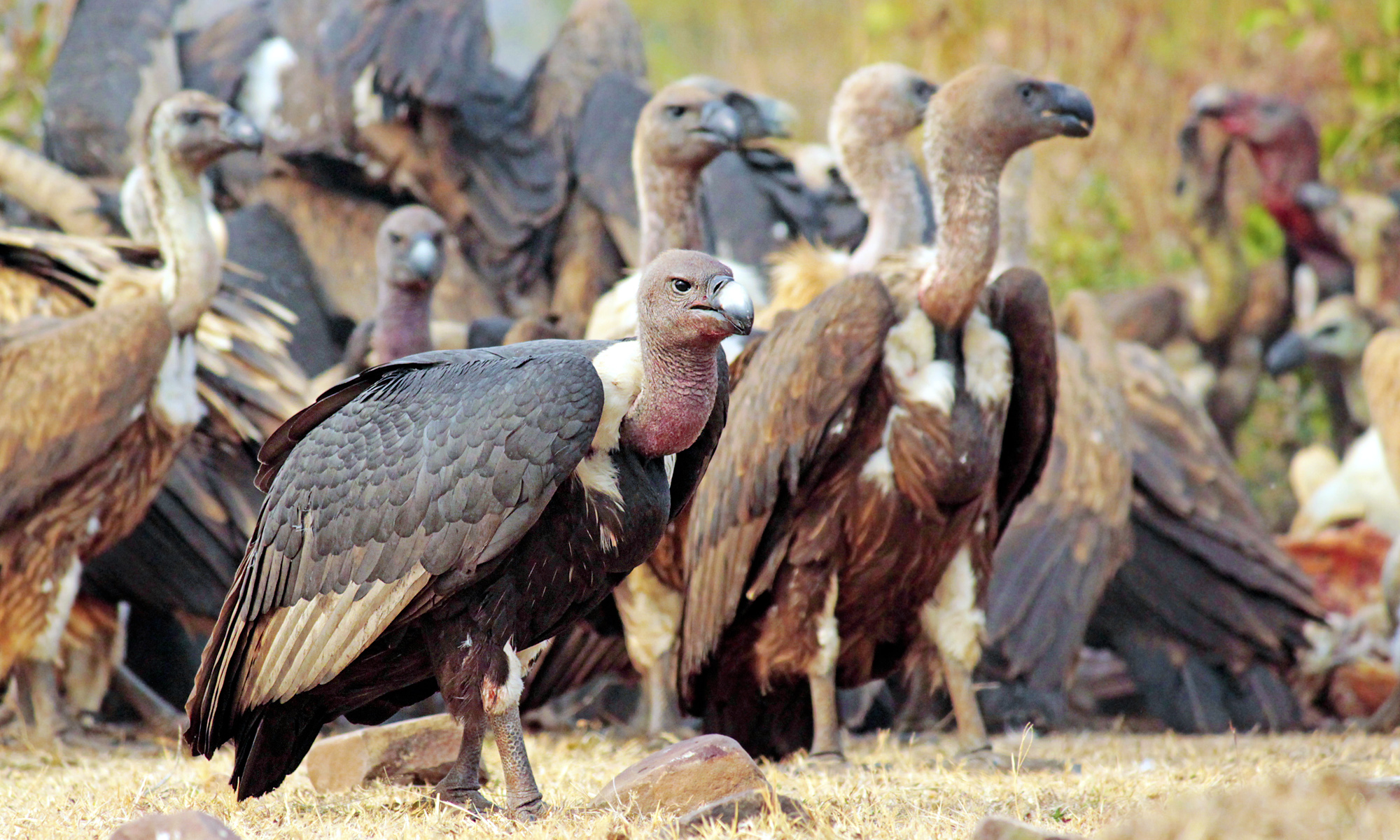